# Zhou Dong-yu
Zhou Dongyu (chino: 周冬雨, pinyin:  Zhōu Dōng-yǔ, Shijiazhuang, Hebei   nació el 31 de enero de 1992 ), más conocida por su nombre artística como Zhou , es una popular actriz, productora y modelo china.

## Biografía
En 2011 entró en la Academia de Cine de Pekín (inglés: "Beijing Film Academy"), de donde se graduó en el 2015.
Es buena amiga de la actriz Ma Sichun.

## Carrera
Es miembro de la agencia "Zhou Dongyu Studio". Fue miembro de la agencia "Mountain Top Entertainment" por cinco años, hasta abril del 2020.
En el 2011 se unió al elenco de la película The Road of Exploring donde interpretó a Yang Kaihui, la segunda esposa del líder político Mao Zedong (Liu Ye).
El 17 de agosto del 2013 apareció por primera vez como invitada en el programa Happy Camp durante el episodio "Palace II" junto a Chen Xiao, Zhao Liying, Peer Zhu y Bao Beier. El 29 de julio del 2017 realizó su segunda aparición en el programa junto a Ma Sichun, Dou Jingtong, Mark Chao y TFBOYS.
En el 2015 se unió al elenco principal de la película The Unbearable Lightness of Inspector Fan donde dio vida a Hui Lan, una joven ciega que cuida del inspector de la policía Fan Ruyi (Ethan Juan).
En agosto del 2016 fue seleccionada como una de las "nuevas cuatro actrices Dan de la generación posterior a los 90" (chino: "90后四小花旦") junto a las actrices Yang Zi, Zheng Shuang y Guan Xiaotong. "Dan" es un término chino que se refiere a las cuatro actrices jóvenes más rentables de China continental.
El 4 de enero del 2017 se unió al elenco principal de la serie Love & Life & Lie (遇见爱情的利先生) donde interpretó a la joven y positiva Liu Xintong, hasta el final de la serie el 26 de enero del mismo año.
Ese mismo año se unió al elenco de la película The Founding of an Army donde dio vida a Fan Guixia.
El 18 de mayo del 2018 recibió su figura de cera de Madame Tussauds Beijing.
El 5 de enero del 2019 se unió al elenco principal de la serie Behind The Scenes donde interpretó a la estudiante de medicina Bu Xiaogu, hasta el final de la serie el 29 de enero del mismo año.
El 25 de octubre del mismo año formó parte del elenco principal de la película Better Days donde dio vida a Chen Nian.
En abril del 2020 se anunció que se había unido al elenco principal de la serie Ancient Love Poetry (también conocida como "The Legend of Gu and Jue (古玦传)") donde interpretará a Shang Gu. La serie fue estrenada en el 2021.

## Filmografía

### Series de televisión
| Año             | Título                                         | Personaje          | Notas        |
| --------------- | ---------------------------------------------- | ------------------ | ------------ |
| 2021 - presente | Ancient Love Poetry (千古玦尘)                 | Shang Gu / Hou Chi | [ 18 ]       |
| 2020            | New World (新世界)                             | -                  |              |
| 2019            | Behind The Scenes (幕后之王)                   | Bu Xiaogu          | 46 episodios |
| 2018            | A Fangirl's Romance (迷妹罗曼史)               | Young Gao Bei      |              |
| 2017            | Shall I Compare You to a Spring Day (幕后之王) | Xiao Hong          | 40 episodios |
| 2017            | Magic City (魔都风云)                          | Xiao Yao           | 50 episodios |
| 2017            | Love & Life & Lie (遇见爱情的利先生)           | Liu Xintong        | 41 episodios |
| 2016            | Sparrow (麻雀)                                 | Xu Bicheng         | 61 episodios |

### Películas
| Año  | Título                                    | Personaje                | Notas                                                                                  |
| ---- | ----------------------------------------- | ------------------------ | -------------------------------------------------------------------------------------- |
| 2021 | Burberry                                  | -                        | (minifilm) - junto a Song Weilong                                                      |
| 2020 | Moses on the Plains                       | -                        | junto a Liu Haoran                                                                     |
| 2020 | New World                                 | -                        | junto a Sun Honglei, Hu Jing, Zhang Luyi, Zhang Yao, Yin Fang, Wang Jinsong y Wan Qian |
| 2019 | Better Days                               | Chen Nian                | junto a Jackson Yee, Yin Fang, Huang Jue y Zhang Yao                                   |
| 2019 | My People, My Country                     | Enfermera                | junto a Zhang Yi, Peng Yuchang, Zhang Jiayi y Ren Suxi                                 |
| 2019 | The Old Guy                               | -                        |                                                                                        |
| 2019 | The Youthful China in the Headlines       | -                        | (corto) - junto a Zhu Yilong, Wan Qian, Bai Jingting, Dong Zijian y Chen Xingxu        |
| 2019 | A Fangirl's Romance                       | Gao Bei (1990)           | (aparición especial)                                                                   |
| 2019 | On The Balcony                            | Lu Shanshan              | junto a Wang Qiang                                                                     |
| 2018 | Kung Fu Monster                           | Xiong Jiaojiao           | (aparición especial) - junto a Louis Koo, Chen Xue-dong, Bao Bei'er y Bea Hayden       |
| 2018 | Goddesses in the Flames of War            | Xiao Yu                  | junto a Yin Tao, Hu Ke, Yao Chen, Jing Chao y Zhang Yishan                             |
| 2018 | Animal World                              | Liu Qing                 | (aparición especial) - junto a Li Yifeng, Michael Douglas, Cao Bingkun y Wang Ge       |
| 2018 | Bring Happiness Home                      | -                        | junto a Jackson Wang, Zhang Yishan, Lin Gengxin y Deng Chao                            |
| 2018 | Us and Them                               | Xiao Xiao                | junto a Jing Boran y Tian Zhuangzhuang                                                 |
| 2017 | The Thousand Faces of Dunjia              | Xiao Yuan                | junto a Dong Chengpeng, Ni Ni, Aarif Rahman, Wu Bai y Ada Liu                          |
| 2017 | City of Rock                              | Lili                     | (aparición especial)                                                                   |
| 2017 | The Founding of an Army                   | Fan Guixia               | junto a Liu Ye, Zhu Yawen, Huang Zhizhong, Oho Ou, Liu Haoran y Ma Tianyu              |
| 2017 | This Is Not What I Expected               | Gu Shengnan              | junto a Takeshi Kaneshiro, Sun Yizhou, Ming Xi y Tony Yang                             |
| 2017 | A Nail Clipper Romance                    | Emily                    | junto a Joseph Chang, Ekin Cheng, Tiffany Hsu y Jacky Cai                              |
| 2016 | Soul Mate                                 | Li Ansheng               | junto a Ma Sichun, Toby Lee y Ping Li                                                  |
| 2016 | Never Said Goodbye                        | Gu Xiaoyou               | junto a Lee Joon-gi, Ethan Juan, Re Rayza, Xing Jiadong y Yoo Sun                      |
| 2016 | Lost in White                             | Zhou Xinyi               | junto a Tony Leung Ka-fai, Tong Dawei, Deng Jiajia y Vision Wei                        |
| 2016 | Run for Love: Saipan                      | Bai Qiezi                | junto a Gao Qunshu y Tong Liya                                                         |
| 2016 | The New Year's Eve of Old Lee             | Doa Yazi                 | (aparición especial)                                                                   |
| 2016 | Everybody's Fine                          | Joven parando el autobús | (aparición especial) - junto a Shawn Dou y Chen He                                     |
| 2015 | The Ark of Mr. Chow                       | Zhou Lan                 | junto a Sun Honglei, Dong Zijian, Wang Yuexin y Zhao Lixin                             |
| 2015 | The Unbearable Lightness of Inspector Fan | Hui Lan                  | junto a Yang Yang, Ethan Juan, Yang Zishan y Jack Kao                                  |
| 2014 | Breakup Buddies                           | Zhou Lijuan, "Christina" | junto a Huang Bo, Xu Zheng, Yuan Quan y Li Chen                                        |
| 2014 | My Old Classmate                          | Zhou Xiaozhi             | junto a Lin Gengxin, Mike Sui, John Bueno, Wang Xiaokun y Gong Geer                    |
| 2013 | The Palace                                | Chen Xiang               | junto a Chen Xiao, Zhao Liying, Lu Yi, Zhu Zixiao y Winston Chao                       |
| 2011 | The Allure of Tears                       | Geilimei                 | junto a Shawn Dou, Aarif Rahman, Gigi Leung, Richie Ren y Joe Chen                     |
| 2011 | The Road of Exploring                     | Yang Kaihui              |                                                                                        |
| 2010 | Under the Hawthorn Tree                   | Jing Qiu                 | junto a Shawn Dou, Xi Meijuan, Li Xuejian, Chen Taisheng y Chen Xingxu                 |

### Programa de variedades

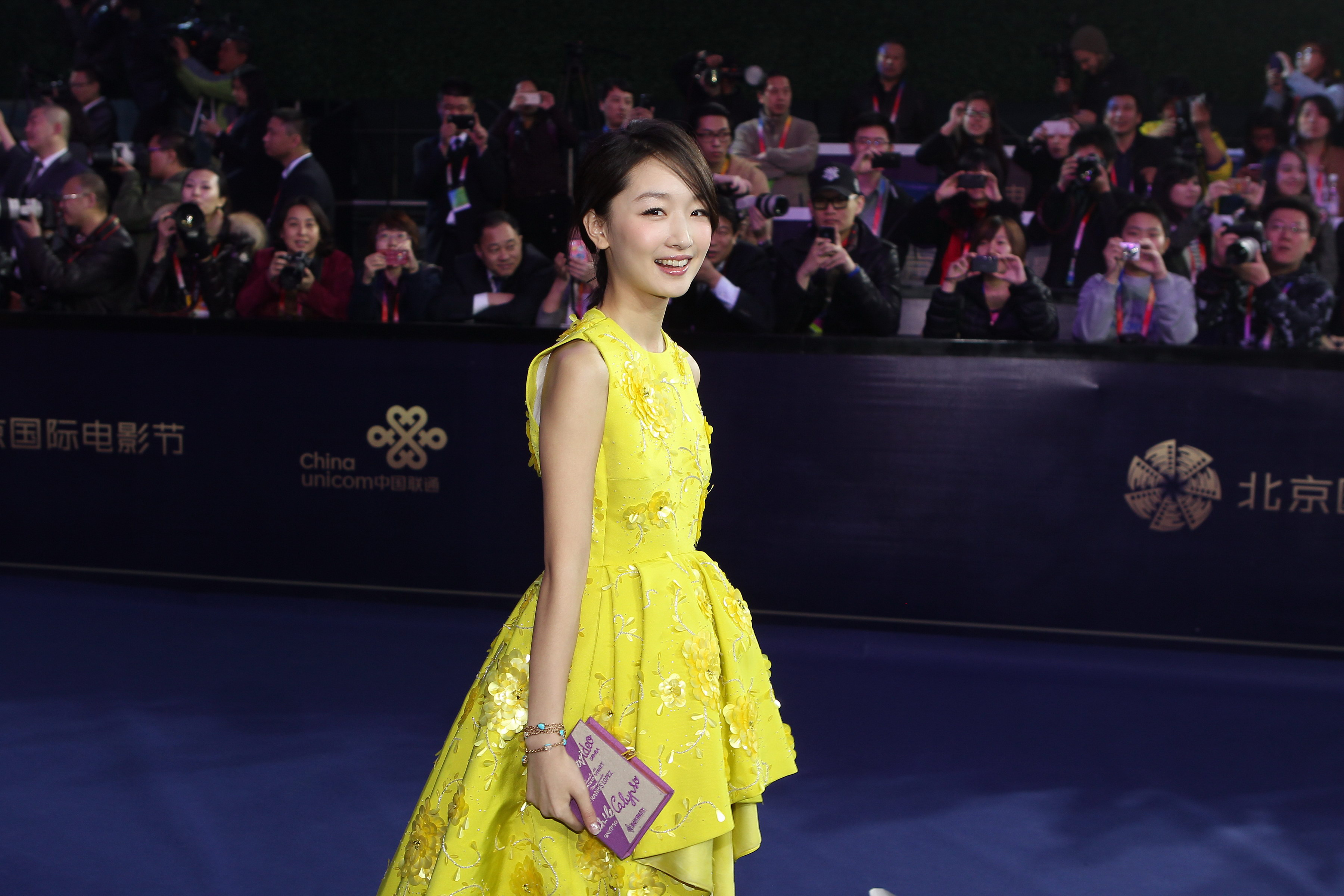
Zhou Dongyu en el 2013.

| Año              | Título                         | Notas                                               |
| ---------------- | ------------------------------ | --------------------------------------------------- |
| 2019 - 2020      | The Protectors                 | 12 episodios - miembro                              |
| 2019             | Go Fridge Season 5             | (ep. #7-8) - invitada                               |
| 2018             | I Actor (演员的品格)           | mentora                                             |
| 2018             | National Treasure              | (ep. #8) - invitada                                 |
| 2017             | Chinese Restaurant S1 (中餐厅) | 11 episodios - miembro                              |
| 2017             | Give Me Five S1                | (ep. #4) - invitada                                 |
| 2013, 2016, 2017 | Happy Camp                     | 4 episodios - invitada                              |
| 2016             | Ace vs Ace (王牌对王牌)        | (ep. #6) - invitada                                 |
| 2016             | Chef Nic S3 (十二道锋味第三季) | (ep. #3.01) - invitada - junto a Shu Qi y Ma Sichun |
| 2016             | We Are in Love (我们相爱吧)    | 12 episodios - miembro - junto a Shawn Yue          |
| 2015             | Go Fighting!                   | (ep. #1.7) - invitada                               |

### Productora
| Año  | Título                                         | Notas         |
| ---- | ---------------------------------------------- | ------------- |
| 2019 | On The Balcony (阳台上)                        | co-productora |
| 2017 | Shall I Compare You to a Spring Day (幕后之王) | co-productora |

### Anuncios
| Año  | Título  | Notas |
| ---- | ------- | ----- |
| 2019 | Lancôme |       |

### Revistas / Sesiones fotográficas
| Año  | Título                                                      | Notas                          |
| ---- | ----------------------------------------------------------- | ------------------------------ |
| 2021 | Marie Claire Now                                            |                                |
| 2020 | Modern Weekly                                               |                                |
| 2020 | Vogue China                                                 | (publicación de julio)         |
| 2020 | 2019 Weibo Awards Ceremony: Thematic Poster - Weibo Fantasy |                                |
| 2020 | Dazed Magazine China                                        | (publicación de enero/febrero) |
| 2020 | Harper Bazaar China - MiniBazaar                            | (publicación digital de enero) |
| 2020 | ELLE China                                                  | (publicación de enero)         |
| 2019 | Esquire Fine                                                | (publicación de diciembre)     |
| 2019 | Harper’s Bazaar Men                                         | (publicación de diciembre)     |
| 2019 | NeufMode Magazine                                           |                                |
| 2019 | Cosmopolitan China                                          | (publicación de noviembre)     |

### Eventos
| Año                     | Título                                        | Lugar | Notas                                            |
| ----------------------- | --------------------------------------------- | ----- | ------------------------------------------------ |
| 2021                    | 2020 Weibo Night                              |       |                                                  |
| enero de 2020           | CCTV Spring Festival Gala 2020                |       |                                                  |
| enero de 2020           | 2019 Weibo Awards Ceremony                    |       |                                                  |
| enero de 2020           | 2019 Tencent Entertainment White Paper Awards |       |                                                  |
| diciembre de 2019       | 2019 Cosmo Glam Night                         |       | [ 28 ]                                           |
| noviembre de 2019       | 2019 Bazaar Stars Charity Night               |       | [ 29 ]                                           |
| noviembre de 2019       | 2019 L’Officiel Fashion Night                 |       |                                                  |
| 10 de noviembre de 2019 | Hunan TV - Suning Double 11 Carnival Festival |       | (interpretó: "Growing Fond of You" (慢慢喜欢你)) |

## Embajadora / Endorsos
| Año    | Título                                     | Notas                                  |
| ------ | ------------------------------------------ | -------------------------------------- |
| 2020   | 2020 Silk Road International Film Festival | Embajadora de la Juventud              |
| 2020 - | Dove                                       | Portavoz                               |
| 2020 - | Lancôme                                    | Portavoz en la región Asia pacífico    |
| 2020 - | Victoria’s Secret                          | Portavoz en la región de la Gran China |
| 2019 - | Yili Yousuanru Yoghurt                     | Portavoz - junto a Chen Linong         |
| 2017 - | Burberry                                   | Embajadora                             |
| 2019   | Lancôme                                    | Embajadora                             |

## Discografía

### Singles
| Año  | Título                      | Álbum                                              | Notas                                                                              |
| ---- | --------------------------- | -------------------------------------------------- | ---------------------------------------------------------------------------------- |
| 2020 | Hello 2020                  | Interpretación en "CCTV Spring Festival Gala 2020" | junto a Li Qin, Li Xian, Zhu Yilong y Ma Sichun                                    |
| 2019 | Starry Oceans               | -                                                  | junto a Jackson Yee, Karry Wang, Liu Haoran, Arthur Chen, Xu Weizhou y Dong Zijian |
| 2019 | 岁月                        | Interpretación en los "32nd Golden Rooster Awards" | junto a Huang Xuan, Ouyang Nana y Roy Wang                                         |
| 2019 | My Motherland and I (Youth) | Conmemoración del 70 Aniversario PRC               |                                                                                    |
| 2019 | Thumbs Up to the New Era    | Interpretado en los 34th Hundred Flowers Awards    | junto a Liu Haoran, Du Jiang y Ma Sichun                                           |
| 2017 | If I Love You (如果我爱你)  | OST de "Shall I Compare You to a Spring Day"       | junto a Zhang Yishan                                                               |
| 2017 | Chinese Restaurant          | OST de "Chinese Restaurant S1"                     | (edición especial)                                                                 |
| 2016 | Imperfect Girl (不完美女孩) | OST de "We Are in Love"                            |                                                                                    |
| 2016 | Little Windchime (小风铃)   | OST de "Mr. Nian"                                  |                                                                                    |

## Premios y nominaciones
| Año  | Categoría                              | Premio                                           | Trabajo                             | Resultado |
| ---- | -------------------------------------- | ------------------------------------------------ | ----------------------------------- | --------- |
| 2020 | Best Actress                           | 33rd Golden Rooster Award                        | Better Days                         | Ganó      |
| 2020 | Film Role of the Year                  | Hong Kong Screenwriters' Guild                   | Better Days                         | pendiente |
| 2020 | Best Actress                           | 14th Asian Film Award                            | Better Days                         | Ganó      |
| 2020 | Best Actress                           | 35th Hundred Flowers Award                       | Better Days                         | Ganó      |
| 2020 | Best Actress                           | 39th Hong Kong Film Award                        | Better Days                         | Ganó      |
| 2020 | Best Actress                           | 31st Hong Kong Film Directors' Guild Award       | Better Days                         | Ganó      |
| 2020 | Best Actress                           | 26th Hong Kong Film Critics Society Award        | Better Days                         | Nominada  |
| 2020 | Influential Actor of the Year          | Weibo Awards Ceremony                            | -                                   | Ganó      |
| 2019 | Film Actress of the Year               | 2019 Tencent Entertainment White Paper Award     | Better Days                         | Ganó      |
| 2019 | Best Actress in New Chinese Cinema     | 4th International Film Festival and Awards Macao | Better Days                         | Ganó      |
| 2019 | Best Actress                           | 32nd Golden Rooster Award                        | Us and Them                         | Nominada  |
| 2019 | Best Actress                           | 10th China Film Director's Guild Award           | Us and Them                         | Nominada  |
| 2018 | Most Popular Actress                   | 18th Chinese Film Media Award                    | Us and Them                         | Ganó      |
| 2018 | Best Actress                           | 34th Hundred Flowers Award                       | Soul Mate                           | Nominada  |
| 2018 | Best Actress                           | 9th China Film Director's Guild Award            | This Is Not What I Expected         | Ganó      |
| 2018 | Best Actress                           | 12th Asian Film Award                            | This Is Not What I Expected         | Nominada  |
| 2017 | Most Popular Actress                   | 14th Guangzhou Student Film Festival             | This Is Not What I Expected         | Ganó      |
| 2017 | Best Actress                           | 8th Macau International Television Festival      | Shall I Compare You to a Spring Day | Nominada  |
| 2017 | Best Actress (Revolutionary-Era Drama) | 22nd Huading Award                               | Soul Mate                           | Nominada  |
| 2017 | Best Actress                           | 31st Golden Rooster Award                        | Soul Mate                           | Nominada  |
| 2017 | Best Actress                           | 36th Hong Kong Film Award                        | Soul Mate                           | Nominada  |
| 2017 | Best Actress                           | 2nd Golden Screen Award                          | Soul Mate                           | Ganó      |
| 2017 | Best Actress                           | 17th Chinese Film Media Award                    | Soul Mate                           | Ganó      |
| 2017 | Best Actress                           | 2nd Brics Film Festival                          | Soul Mate                           | Ganó      |
| 2017 | Best Actress                           | 8th China Film Director's Guild Award            | Soul Mate                           | Nominada  |
| 2017 | Best Actress                           | 24th Beijing College Student Film Festival       | Soul Mate                           | Nominada  |
| 2017 | Best Actress                           | 1st Malaysia International Film Festival         | Soul Mate                           | Nominada  |
| 2017 | Best Actress                           | 23rd Hong Kong Film Critics Society Award        | Soul Mate                           | Ganó      |
| 2016 | Best Actress (junto a Ma Sichun)       | 53rd Golden Horse Award                          | Soul Mate                           | Ganaron   |
| 2016 | Best Actress                           | 8th Macau International Movie Festival           | Never Say Goodbye                   | Ganó      |
| 2015 | Most Anticipated Actress               | 15th Chinese Film Media Award                    | My Old Classmate                    | Ganó      |
| 2015 | Best Actress                           | 6th China Film Director's Guild Award            | My Old Classmate                    | Nominada  |
| 2011 | Best Actress                           | 56th Valladolid International Film Festival      | Under the Hawthorn Tree             | Ganó      |
| 2011 | Outstanding New Actress                | 14th Huabiao Award                               | Under the Hawthorn Tree             | Ganó      |
| 2011 | Best Newcomer                          | 20th Shanghai Film Critics Award                 | Under the Hawthorn Tree             | Ganó      |
| 2011 | Best Newcomer                          | 5th Asian Film Award                             | Under the Hawthorn Tree             | Nominada  |
| 2011 | Most Commercially Valuable Newcomer    | 23rd Harbin Ice and Snow Film Festival           | Under the Hawthorn Tree             | Ganó      |